# Werratalsee
Der Werratalsee ist ein 104 Hektar großer Baggersee im Werra-Meißner-Kreis in Nordhessen (Deutschland). Er befindet sich auf den Gebieten der Stadt Eschwege und der Gemeinde Meinhard.

## Geographische Lage
Der Werratalsee liegt nordnordwestlich des Schlierbachswalds zwischen Eschwege im Westsüdwesten, Grebendorf im Nordwesten, dem Großen Leuchtberg (Standort des Bismarckturms bei Eschwege) im Süden und Schwebda im Osten. Er befindet sich in der Flussniederung der Werra und ist 5 Gehminuten von der Altstadt Eschweges entfernt. Vorbei am Nordufer führt im Abschnitt von Eschwege nach Schwebda die Bundesstraße 249, an der eine Höhenmarke auf 159,7 m ü. NN liegt.

## Beschreibung
Der Werratalsee ist ein beliebtes Ausflugsziel für Erholungssuchende und zum Segeln, Windsurfen, Rudern und Kanufahren geeignet. Außerdem sind auch zwei von der DLRG bewachte Sandstrände zum Baden vorhanden.
Am Südufer des Sees liegt ein Campingpark, der über Sanitäranlagen, ein Bistro/Restaurant, einen Minimarkt, einen Spielplatz, Tischtennisplatten, eine Minigolfanlage und einen Beachvolleyballplatz verfügt. Seit 2008 verkehrt nachmittags ein kleines Ausflugsschiff, die „Werranixe“, im Stundentakt auf dem See. Die Anlegestellen befinden sich am Südufer (Eschwege) und am Ostufer (Schwebda).
Auf dem See werden jährlich die Hessischen Meisterschaften im Rudern und im Jahr 2008 erstmals die Deutschen Sprintmeisterschaften und die Deutschen Großbootmeisterschaften ausgetragen. Die Regattastrecke kann von 350 m bis 2.000 m betragen. Der See ist zudem Landesleistungszentrum des Hessischen Ruderverbands.
Um den See herum führt ein etwa 7 km langer Rundweg, der von Spaziergängern und Fahrradfahrern genutzt wird.
Der Fahrradbus (Linie 170) des Verkehrsunternehmen Wartburgmobil bietet eine gute Anbindung an Eschwege, Treffurt, Creuzburg und Eisenach.